# Пименов, Леонтий Иванович
Лео́нтий Ива́нович Пи́менов (2 марта 1936, Колобово, Борский район, Горьковская область — 2 апреля 2020, Нижний Новгород) — священник Русской православной старообрядческой церкви, многолетний настоятель старообрядческого храма Рождества Пресвятыя Богородицы в Орехове-Зуеве, благочинный общин Московской области, член Общественной палаты Московской области.
Оказывал существенное влияние на церковную политику РПСЦ со времён архиепископа/митрополита Алимпия (Гусева) до времён митрополита Корнилия (Титова).

## Биография
Родился 2 марта 1936 года в деревне Колобово Борского района Горьковской области в старообрядческой семье. Его отец Иван Пименов в возрасте 33 лет был расстрелян по приговору «тройки» за свои христианские убеждения.
Жил в Нижнем Новгороде, посещал Успенский храм (на улице Суетинке). На освящение храма в 1945 году епископ Иосиф (Моржаков) рукоположил Леонтия во чтецы.
В 1948 году мать уехала на родину в Архангельск, а 11-летний Леонтий принял решение остаться в доме отца с двумя незамужними сёстрами отца Анной и Натальей, которые занимались его воспитанием.
После окончания школы успешно сдал экзамены в Горьковский политехнический институт. С 19 лет стал головщиком нижегородского церковного хора и по этой причине был отчислен из института. Поступил в Горьковский строительный техникум, где получил диплом специалиста реставрации каменных строений XVII века.
В 1985 году оставил работу и по приглашению управляющего Клинцовско-Новозыбковской епархии епископа Анастасия (Кононов) переехал в город Клинцы Брянской области. В мае 1985 года в Преображенском храме города Клинцы Брянской области был рукоположен во диакона. В октябре 1985 года в храме Рождества Богородицы в Новозыбкове рукоположен в сан священника. В ноябре того же года, после гибели священника Евгения Бобкова, принял поручение по временному окормлению храма пророка Илии в Гомеле. В мае-июне 1986 года переведён настоятелем храма Рождества Богородицы в город Орехово-Зуево Московской области.
Организовывал празднование старообрядцами 1000-летия Крещения Руси и проведение Освященного собора 1988 года, на котором предстоятель Старообрядческой церкви стал именоваться митрополитом Московским и всея Руси. При регистрации старообрядческой Церкви в органах юстиции именно он предложил именование «Русская православная старообрядческая церковь».
В Орехове-Зуеве и районе благодаря ему оживилась деятельность старообрядческих общин, стали организовываться Дни древнерусской культуры, творческие встречи, Рождественские православные семейные вечера. В 1990 году орехово-зуевская община добилась возвращения исторического старообрядческого храма на улице Кузнецкой. Первым из священнослужителей поддержал потомков меценатов Морозовых и Зиминых в их стремлении восстановить в Орехово-Зуеве достойную память об основателях города. Более тридцати лет был гостем и участником всех значимых городских и районных мероприятий, научно-практических конференций краеведческого объединения «Радуница», областных, российских и международных научных форумов. В 2004 году назначен благочинным старообрядческих приходов Московской области. По словам игумена Кирилла (Сахарова), «он был человеком уникально любознательным, ему было интересно всё: архитектура, иконопись, люди, обычаи, порядки. Ко всему он подходил основательно и вдумчиво. В полной мере это выразилось в его трудах по возрождению храма в честь Рожества Богородицы в Орехово-Зуево».
8 сентября 2013 года состоялось освящение Богородице-Рождественского храма, которое совершили митрополит Московский и всея Руси Корнилий (Титов), епископ Кишинёвский и всея Молдавии Евмений (Михеев), епископ Уссурийский и всего Дальнего Востока Патермуфий (Артемихин). 9 сентября 2018 года митрополит Корнилий (Титов) совершил освящение восстановленной храмовой колокольни, разрушенной в советский период.
Скончался 2 апреля 2020 года в Нижнем Новгороде, где жил в последнее время. 4 апреля после литургии в храме Рождества Богородицы Орехово-Зуева состоялось мирское погребение протоиерея Леонтия Пименова, которое возглавил митрополит Корнилий (Титов). Проститься с пастырем прибыли двенадцать священников, два протодиакона, а также множество старообрядцев в основном из подмосковных приходов. После погребения траурный кортеж отправился в Нижний Новгород, где 5 апреля в Успенском храме состоялось священническое погребение протоиерея Леонтия Пименова. Погребение возглавил преосвященный епископ Ярославско-Костромской и Нижегородско-Владимирский Викентий (Новожилов). Ему сослужили семнадцать священников и три диакона. Тело предали земле на старообрядческом кладбище Малинник, рядом с родной для него деревней Колобово Борского района Нижегородской области.